# Turbodambase
Turbodambase is een computerdamprogramma om dampartijen op te slaan in een database en daarin te zoeken naar spelers, toernooien, stellingskenmerken e.d. Het is vanaf de eerste helft van de jaren 90 van de twintigste eeuw ontwikkeld door Klaas Bor, eerst voor DOS en later voor Windows. 
Turbodambase kan niet zelfstandig partijen en stellingen analyseren maar gebruikt daarvoor het tegenwoordig standaard geïntegreerde programma Flits met de bijbehorende 6 stukken database. Het is mogelijk om met het programma de opgeslagen partijen of fragmenten met animaties op internet te publiceren en om diagrammen op te slaan en te printen. 